# Орлов, Сергей Владимирович (медик)
Сергей Владимирович Орлов (род. 4 октября 1960 года) — российский онколог, специалист в области экспериментальной медицины, член-корреспондент РАН (2016).

## Биография
Родился 4 октября 1960 года.
Выпускник 1-го ЛМИ имени академика И. П. Павлова.
С 1983 по 2013 годы — работал во ВНИИ пульмонологии, где прошел путь от младшего научного сотрудника до заведующего лабораторией.
В 1989 году — защитил кандидатскую, а в 2000 году — докторскую диссертации.
В 2016 году — избран членом-корреспондентом РАН.
В настоящее время — ведущий научный сотрудник отдела клинической онкологии НИИ детской онкологии, гематологии и трансплантологии имени Р. М. Горбачевой Первого СПбГМУ имени академика И. П. Павлова.

## Научная деятельность
Ведёт исследования, посвящённые проблемам разработки и испытаний новых лекарственных препаратов в онкологии, исследования новых молекулярно-генетические маркеров и методов персонализированной терапии при раке легкого.
Автор 210 научных работ, в том числе 2 монографий и 3 авторских свидетельств.
Под его руководством защищено 6 кандидатских и 1 докторская диссертация.